# Mcdadea
Mcdadea, monotipični biljni rod iz porodice primogovki smješten u tribus Ruellieae, dio potporodice Acanthoideae. Jedina vrsta je  M. angolensis, endem iz Angole. Opisan je u Syst. Bot. 45(1): 202 (2020)

## Opis
Vrsta je otkrivena 2020 godine na području Angole. To su grmovi s sitnim vjenčićima i malim kapsulama s 2 sjemenke. Vrsta je ograničena na vapnenačke planine i izdanke u ultra-sušnim pustinjama pokrajine Namibe, jugozapadne Angole, gdje se biljke primarno oslanjaju na obalnu maglu za padavine. Iako je rasprostranjenje vrlo ograničeno, nema poznatih prijetnji ovoj vrsti i trenutno se procjenjuje kao najmanju zabrinjavajuću. Molekularne filogenetske analize sugeriraju da Mcdadea angolensis pripada unutar novoopisanog podplemena Ruellieae: Mcdadeinae. 